# Бонификация (право)
Бонификация (от фр. bonification от лат. bonus — добрый, хороший и лат. bonifico — улучшаю) — в гражданском праве наценка к оговорённой ранее (договорной) стоимости товара, если его качество окажется выше обусловленного в контракте. Антонимом термину бонификация является рефакция или обратная (оборотная) бонификация. Бонификация наиболее распространена во внешнеторговых сделках.
Заметно реже под бонификацией также понимают:
1. возврат пошлины за обратно ввезённые товары (возврат акцизов)[5].
2. особую доплату наличными деньгами, выдаваемую держателям облигаций при конверсии, с целью поощрить обмен старых облигаций на новые[6].
3. субсидирование займа государством в целях уменьшения процентов по кредиту, уплачиваемого определенными категориями должников, которым правительство стремится помочь[4][7].

В первом издании Большой советской энциклопедии в статье «Бонификация» допущена ошибка и термины бонификация и оборотная бонификация перепутаны. Первый описывают как «скидку с цены товара», а второй как «накидка на цену товара» (в зависимости от качества). В третьем издании эта ошибка была исправлена; в одноимённой статье сказано следующее: «Бонификация (франц. bonification, от позднелат. bonifico — улучшаю) в гражданском праве в договорах купли-продажи надбавка к установленной договором цене за поставку товара более высокого качества».